# Elberfelder Kringel
Elberfelder Kringel sind ein traditionelles Gebäck der Bergischen Küche, das aus einem Hefeteig gebacken und in der Regel mit einem Fruchtgelee oder einer anderen süßen Füllung gefüllt wird. Andere Rezepte beschreiben es als Plätzchengebäck mit Zitronat und Hagelzucker. Benannt ist das Gebäck nach Elberfeld, einem Stadtteil von Wuppertal.

## Beschreibung und Zubereitung
Während Henriette Davidis den Elberfelder Kringel in ihrem Buch Praktisches Kochbuch für die gewöhnliche und feinere Küche 1849 als größeren Kranz beschrieb, wird er in modernen Rezepten häufig als Kleingebäck bezeichnet.

### Klassisches Hefeteiggebäck
Der Elberfelder Kringel wird als Hefeteig aus Weizenmehl, Zucker, Backhefe, Milch, Eiern und Butter als  hergestellt. Der Teig wird als Rechteck ausgerollt und mit einer Füllung bestrichen. Dabei handelt es sich in der Regel um ein Fruchtgelee oder eine Konfitüre, es gibt jedoch auch Varianten mit einer Füllung aus Korinthen mit Zucker und Zimt oder einer Marzipanfüllung. Der Teig wird dann gerollt und über der Füllung geschlossen sowie zu einem Ring geformt. Der Ring wird mit Butter bestrichen und anschließend gebacken.

### Plätzchengebäck
Helmut Haenchen beschrieb in seinem Kochlexikon  von 1985 die Elberfelder Kringel als Plätzchengebäck mit einem Teig aus Butter oder Margarine, Zucker, Eigelb, Speisestärke und Backpulver, in den zusätzlich geriebene Zitronenschale, Zitronensaft und Zitronat gemischt wird. Dieser Teig wird ausgerollt und mit einem Ausstechwerkzeug werden ringförmige Plätzchen ausgestochen, die vor dem Backen mit Eiweiß bestrichen und mit Hagelzucker bestreut werden.

## Belege
1. 1 2 3 4  Henriette Davidis: Praktisches Kochbuch für die gewöhnliche und feinere Küche. 4. Auflage, Bielefeld 1849; S. 315–316. (Digitalisat)
2. 1 2  „Elberfelder Kringel.“ In: Helmut Haenchen (Hrsg.): Menü - das große moderne Kochlexikon Bd. 3. Bertelsmann, 1985; S. 9.
3. 1 2  Elberfelder Kringel mit selbst gemachtem Marzipan. Video aus Heimathäppchen - Rezepte aus NRW, 3. Februar 2018, WDR Fernsehen; abgerufen am 14. Februar 2020.